# Fasces

fasces của La Mã.

Fasces trong Quốc huy Pháp.

Fasces (bắt nguồn từ tiếng La Tinh có nghĩa là "bó") là một bó gậy gỗ với một lưỡi rìu nổi lên ở giữa, đây là một hình ảnh tượng trưng cho quyền lực và quyền lực pháp lý.

## Liên kết
- A definition Lưu trữ ngày 6 tháng 2 năm 2003 tại Wayback Machine
- Livius.org: Fasces Lưu trữ ngày 20 tháng 2 năm 2014 tại Wayback Machine
- Fasces on flags Lưu trữ ngày 24 tháng 2 năm 2003 tại Wayback Machine
- The fasces as Ancient Roman icon